# Барро, Жак Валле де
Жак Валле де Барро (фр. Jacques Vallée, Sieur Des Barreaux; 16 декабря 1599, Париж или Шатонеф-сюр-Луар, Центр — Долина Луары — 9 мая 1673. Шалон-сюр-Сон, Бургундия) — французский поэт.

## Биография
Представитель знатного дворянского рода. Его двоюродным дедушкой был Жоффруа Валле (ок. 1535—1574), вольнодумец и писатель.
Де Барро в детстве был отдан в иезуитский коллеж в Ла-Флеш в провинции Анжу, где его однокашниками были Р. Декарт, М. Мерсенн и Д. С. де Сен-Павен (1595—1670), известный поэт-либертен и содомит. Несмотря на впечатляющие успехи в коллеже, вышел из него законченным скептиком. 

«Был одним из лучших умов XVII века, — говорил о нём современник, — …Узнав, что его ум способен на нечто значительное, иезуиты старались завербовать его в свой орден… Иезуиты ему вовсе не нравились, и он несколько раз с удовольствием порицал их».
Слыл эпикурейцем, бравировавшим своим отчаянным безбожием. Его двоюродный дед, Жоффре Вале, был еретиком, за что в 1574 году был повешен. Де Барро называли «принцем либертенов», так как он афишировал своё презрение к религии и церкви, демонстративно кощунствовал и в то же время отдавался своим низменным порочным инстинктам. По-видимому, был бисексуалом.
В 1625 году получил в Париже судейскую должность, но, не имея склонности к юриспруденции, вскоре оставил службу и разделил с представителями парижской богемы полное приключениями существование.
В 1627 году Валле де Барро отправился в Италию, поступил в Падуанский университет, где слушал лекции философа, профессора Чезаре Кремонини.
Большую роль в жизни Ж. Валле де Барро сыграл поэт Теофиль де Вио, ставший его интимным другом. Маркиз де Сад сказал об их «близких отношениях»: 

«Безнаказанное распутство этих двоих злодеев было беспримерным»
Стихотворения Барро (любовные мадригалы, элегии, стансы, сонеты) в большинстве своём посвящены его возлюбленной красавице куртизанке Марион Делорм. Значительное место в его творчестве занимает и философская лирика.
Один из сонетов о покаянии и милосердии де Барро в 1732 году был переведен В. К. Тредиаковским и напечатан в России. Именно с него начинается история русского сонета, освященная именами Пушкина и А. А. Дельвига.
В конце жизни Барро вернулся в провинцию и раскаялся в своем либертинаже.